# Honoré Fabri
Pour les articles homonymes, voir Fabri.
Honoré Fabri (né le 5 avril 1607 ou 8 avril 1608 à Virieu-le-Grand,, dans l'Ain, mort à Rome, le 8 mars 1688) est un théologien jésuite français, mathématicien, physicien et polémiste.

## Biographie
Honoré Fabri, dont le nom apparaît parfois avec l'orthographe "Fabry" et parfois dans la forme latine Honoratus Fabrius aurait eu pour parrain Honoré d'Urfé, possesseur du fief de Virieu de 1599 à 1625, et dont il fut l'ami et l'homme de confiance. Honoré d'Urfé l'aurait fait entrer au collège des Jésuites de Lyon, et lui aurait légué plusieurs volumes de sa bibliothèque.
En 1626, il part effectuer ses 2 ans de noviciat à la Compagnie de Jésus, à Avignon. En 1628, il entre au collège de la Trinité à Lyon où il étudie la philosophie.

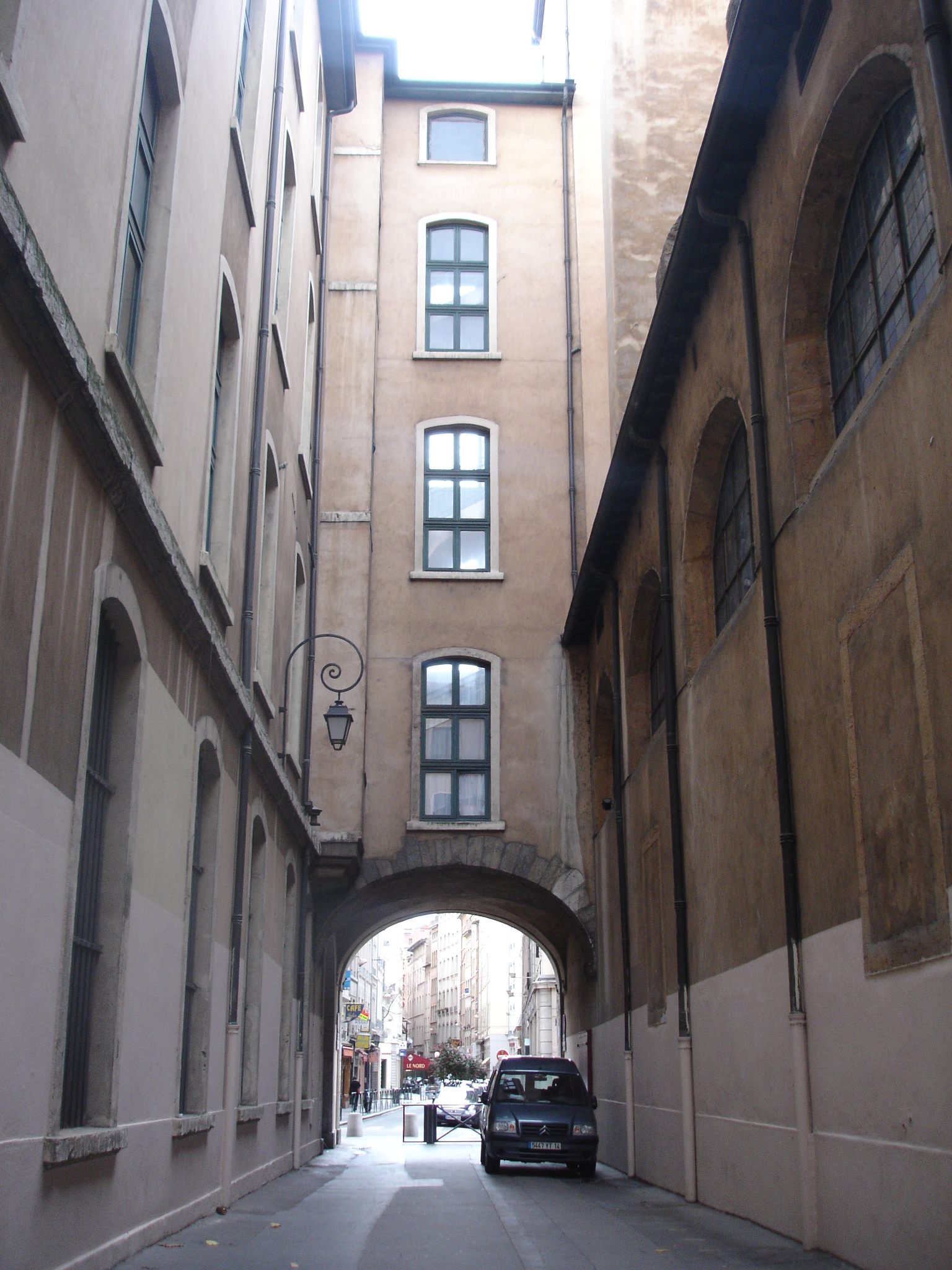
Passage du lycée Ampère, anciennement "collège de la Trinité"

De 1630 à 1632, il enseigne la grammaire au collège de Roanne. Il est ensuite envoyé à Rome où il commence un cours de théologie au Collège romain. De retour au collège à Lyon, il continue d'étudier  la théologie de 1632 à 1636. Il est ordonné prêtre en 1635.
Professeur de philosophie dans un collège jésuite à Arles en 1636, où ses cours attirent de nombreux élèves, il est ensuite nommé à partir de 1638 préfet des classes au Collège royal d'Aix-en-Provence, où il enseigne en précurseur la circulation du sang, avant d'avoir eu connaissance des travaux de William Harvey. Le Grand Dictionnaire de Trévoux déclare que « le Père Fabri a enseigné la circulation avant que Harvey en eut rien écrit »
Il devient à Arles le chef de file d'un groupe de scientifiques et l'ami fidèle de Pierre Gassendi, avec lequel il échangera une importante correspondance.
De 1640 à 1646, il est de retour à Lyon à la chaire de Philosophie religieuse du Collège de la Trinité. Il y enseigne la Physique, l'Astronomie, et les Mathématiques,
Il fréquente et correspond avec Marin Mersenne, Claude François Milliet Dechales, Gilles Personne de Roberval et on lui attribue des élèves célèbres, tels que Philippe de La Hire ou Jean-Dominique Cassini
Il publie à cette époque son cours de physique en six volumes, traitant de l'optique, de l'aimant, du mouvement de la terre, du flux et du reflux de la mer, de l'astronomie, de la botanique et de la géométrie.
Appelé à Rome en 1646, il devient théologien de la Sacrée Pénitencerie apostolique dans la basilique du Vatican. Il rencontre Michelangelo Ricci, Lorenzo Magalotti, Jean-Baptiste Baliani, Orazio Grassi...
Il n'évitera pas lui-même les problèmes religieux et est accusé de croire en la philosophie de Descartes. Après avoir passé un an en France, à Virieu-le-Grand, de 1668-1969, il retourne à Rome où il est mis en prison. Son crime semble être son étude des anneaux de Saturne en 1660, un sujet sur lequel il a un différend avec Christian Huygens. Grâce à Ricci, il avait fait la connaissance du grand-duc Léopold II et il est libéré assez rapidement grâce à celui-ci.

## Travaux

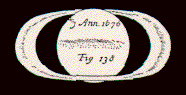
Schéma de Saturne de Christian Huygens de 1676 montrant l'écart entre les anneaux qui prendra le nom de divisions de Cassini.

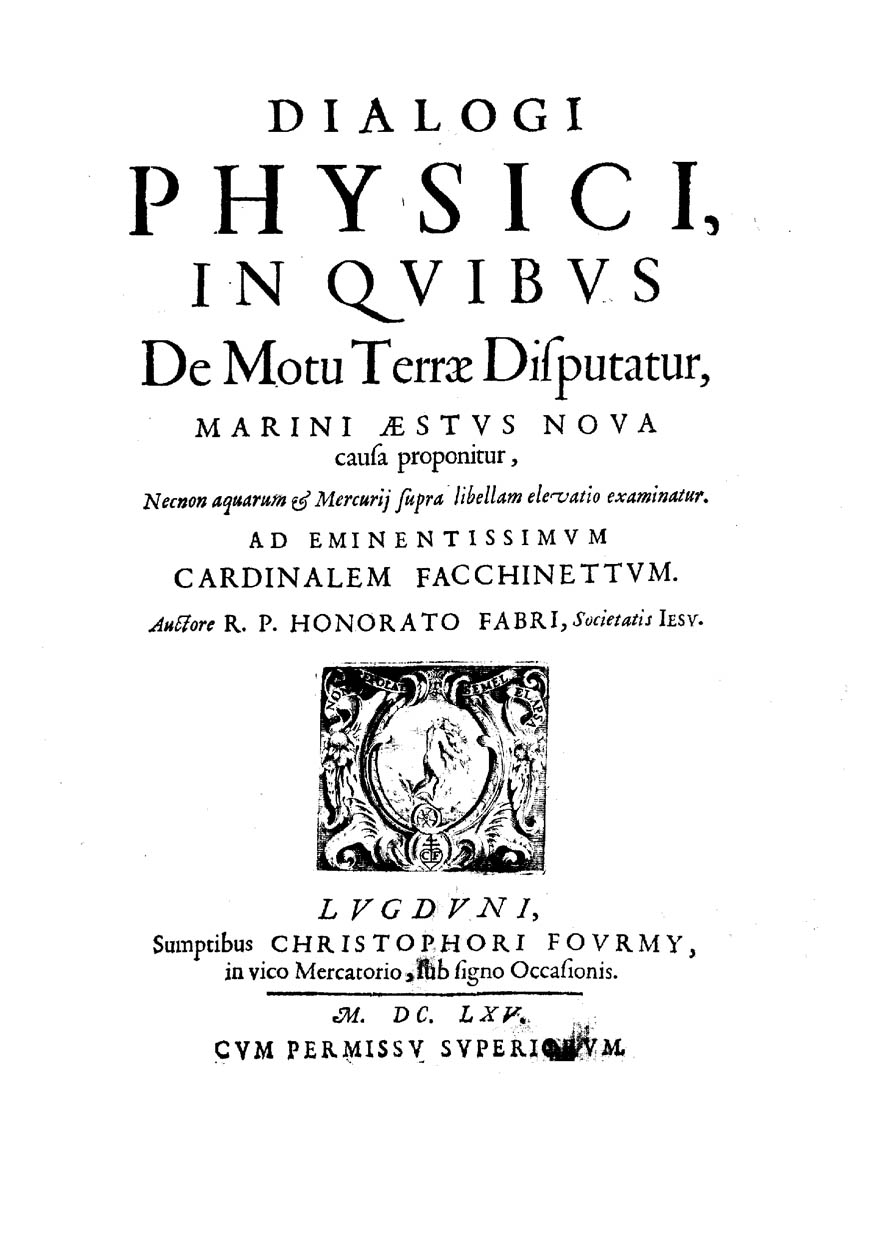
Dialogi physici, 1665

Fabri a travaillé entre autres sur l'astronomie, la physique et les mathématiques.
En 1646, il publie "Tractatus de motu locali physicus" qui vise à réfuter la théorie de Galilée sur la chute des corps.
Il est élu membre correspondant de l'Accademia del Cimento en 1657, l'année de la fondation de l'Académie.
Il a étudié les anneaux de Saturne en 1660 et ouvert une controverse de cinq ans avec Huygens. Fabri ne croit pas que Saturne possède des anneaux mais deux satellites massifs et sombres près de la planète et de deux autres petits satellites brillants plus loin. Après cinq années de discussion, il admet son erreur, s'excuse auprès de Huygens et adopte sa théorie.
Au cours de cette polémique, Fabri écrit dans " Eustachii de divinis septempedani brevis annotatio in systema Saturnium Christiani Hugenii":
« Tant qu'aucune preuve absolue pour le mouvement de la terre n'a été trouvée, l'Église est compétente pour statuer sur la question. Si la preuve, cependant, se trouve, il devrait y avoir aucune difficulté à expliquer que les passages pertinents de la Bible doivent être interprétés dans un sens plus symbolique. ». Cette affirmation entraînera sa peine de prison.
Fabri a également découvert la nébuleuse d'Andromède. Il a développé une théorie des marées qui se fonde sur l'action de la lune. Il a également étudié le magnétisme, l'optique et le calcul.
De nombreux auteurs accordent au père Fabri une part importante dans la découverte du phénomène de la circulation sanguine.

## Publications

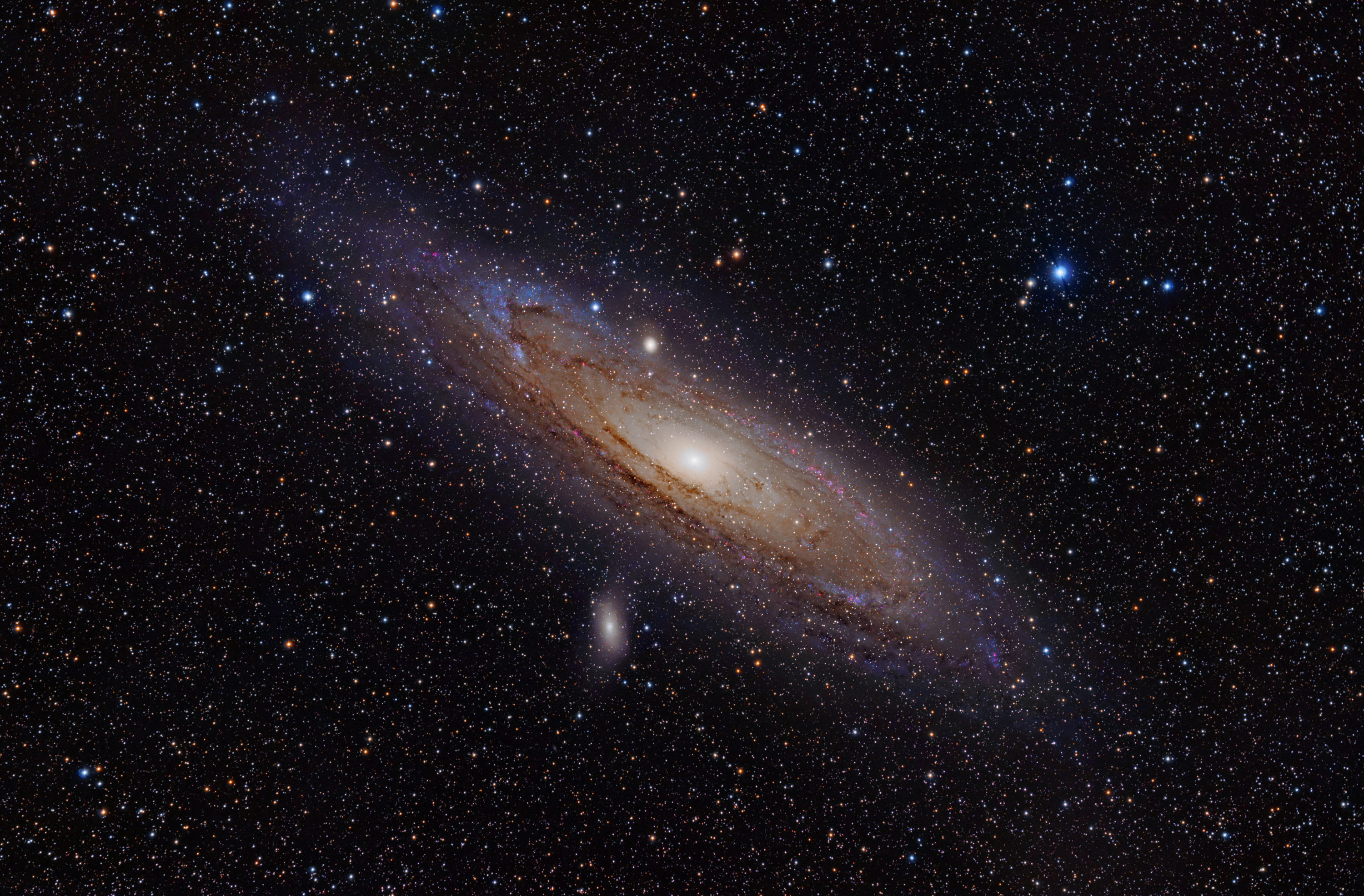
La nébuleuse d'Andromède

La plupart de ses ouvrages traitent de la philosophie, des mathématiques, de la physique, de l'astronomie, voire de la zoologie.
Carlos Sommervogel mentionne 31 titres d'ouvrages publiés sous le nom de Fabri, en plus de quatorze manuscrits à la bibliothèque de Lyon.
- Metaphysica Demonstrativa, Sive Scientia Rationum Universalium (Lyon, 1648).
- Pithanophilus, seu dialogus vel opusculum de opinione probabili, (Rome, 1659).
- Honorati Fabri, Societatis Jesu, Apologeticus doctrinæ moralis ejusdem Societatis (Lyon, 1670; Cologne, 1672).

Ce traité n'a pas rencontré l'approbation ecclésiastique et a été mis à l'Index des livres interdits, peu après son apparition.
- Una fides unius Ecclesiæ Romanæ contra indifferentes hujus sæculi tribus librus facili methodo asserto, (Dillingen, 1657).
- Summula theologica in quâ quæstiones omnes alicujus momenti, quæ a Scholasticus agitari solent, breviter discutiuntur ac definiuntur, (Lyon, 1669).

Les principes sur lesquels ce travail construit ses conclusions théologiques sont très différents de ceux d'Aristote.
- Euphiander seu vir ingeniosus, (Lyon, 1669; Vienne, 1731; Budapest, 1749; Ofen, 1763).